# Kristoffer Nyrop
 Der er flere personer med dette navn, se Christopher Nyrop.
Kristoffer Nyrop (født 11. januar 1858 i København, død 13. april 1931) var en dansk filolog. Han var søn af Camillus Nyrop. 

## Liv og gerning
Straks efter at have taget Artium 1875 begyndte han med Energi på studiet af de romanske sprog og litteraturer; især påvirkedes han under et ophold i Paris 1877—78 stærkt af disse studiers mestre i denne periode, Gaston Paris og Paul Meyer. I 1879 blev han magister, 1886 dr.phil., 1888 docent ved Københavns Universitet, 1894 professor efter Thor Sundbys død. Det kgl. danske Videnskabernes Selskab valgte ham til medlem 1899. 
Han blev som universitetslærer skattet for sin dygtighed: han var praktisk pædagogisk anlagt og havde let ved at udtrykke sig mundtlig, ikke mindst i det franske Sprog. Trods en hård øjensygdom, der fra 1907 tvang ham til bestandig at benytte sekretær ved sit Arbejde, fortsatte han såvel sin universitetsvirksomhed som sit videnskabelige forfatterskab med forbavsende energi og dygtighed. På Finansloven blev der fra 1908 bevilget en årlig sum til stadig medhjælp. Han kunne under disse forhold endog fortsætte sine studierejser til udlandet og flere gange holdt han forelæsninger ved fremmede universiteter, særlig i Paris og navnlig i Frankrig har man da også i fuldt mål ydet hans videnskabelige arbejde officiel anerkendelse: Sorbonne udnævnte ham til æresdoktor, og den franske stat lod ved forskellige æresbevisninger tilkendegive sin erkendtlighed over for denne nationens trofaste ven, dens sprogs og dens litteraturs ihærdige dyrker. 
Under 1. verdenskrig viste han sin glødende begejstring for Frankrig og alt, hvad der er fransk, bl.a. ved at udsende en bog: "Frankrig" (1915, 7. oplag 1916,illustreret udgivelse 1919); den blev oversat på adskillige sprog, men blev tillige genstand for en del angreb af dem, der fandt et alt for ensidigt standpunkt hos forfatteren. 

### Forfatterskab
I sine talrige litterære arbejder har han aflagt vidnesbyrd om sin ved jernflid erhvervede, udstrakte lærdom, på det sproglige som på det litterærhistoriske område, og om sin livlige ånd. Nogle af disse bøger er strengt videnskabelige i indhold og form, navnlig doktorafhandlingen "Adjektivernes Kønsbøjning i de romanske Sprog" (1886) og Grammaire historique de la langue française, I—IV (1899—1913); af 1. bind udkom en ny forbedret udgave i 1904, og af 2. bind kom en ny udgave i 1924; herhen hører også Nouveau recueil de farces françaises des XV et XVI siècles, udg. sammen med É. Picot (1880), og det anselige og nyttige skrift "Den oldfranske Heltedigtning" (1883; i italiensk oversættelse, ved E. Gorra, med rettelser og tilføjelser af forfatteren i 1886, prisbelønnet med Universitetets guldmedalje. Til en 
mere populær Genre er at henregne "Sprogets vilde Skud" fra 1882, "Romanske Mosaiker" fra 1885, rejseskildringer fra Syden), "Nej, et Motivs Historie" fra 1891, "Kysset og dets Historie" fra 1897 (oversat til svensk, russisk og engelsk), "Ordenes Liv" fra 1901 (oversat til engelsk og tysk), og flere lignende skrifter og afhandlinger Hertil slutter sig hans virksomhed som medredaktør af "Dania" 1890—1903, idet især mange af de folkloristiske bidrag til dette tidsskrift hidrører fra hans pen. 
Endelig har han udgivet en række særdeles gode, mest sproglige lærebøger, beregnede væsentlig på anvendelse ved de mere elementære universitetsstudier, såvel franske som italienske og spanske. Mindeskriftet "Gaston Paris" udgaves 1906 (i Filologisk-historisk Samfunds "Studier"). I 1907 begyndte han - med »Toves Tryllering« - udgivelsen af en række populære, mindre skrifter, "Fortids Sagn og Sange", hvoraf 6. bind er fra 1909. 